# Aviator (marktjänstbolag)
Aviator är ett bolag som tillhandahåller marktjänster på 15 flygplatser i Sverige, Norge, Danmark, Finland och England. Bolaget har sitt huvudkontor på Stockholm Arlanda Flygplats.
De tjänster som tillhandahålls är bland annat passagerarhantering, lastning och lossning av bagage och frakt, vattenpåfyllning, toalettömning, markbogsering av flygplan, och avisning.
Aviator bildades 2010 som en sammanslagning av svenska Nordic Aero, samt norska Røros Flyservice och Norport Ground Handling. Under början av 2014 bytte bolagen gemensamt namn till Aviator.
Under 2015 expanderade bolaget kraftigt och köpte upp verksamheter i England. Lönsamheten blev dock mycket dålig och under 2016 fattade styrelsen beslut om att lämna den engelska marknaden sånär som verksamheten på Manchesters flygplats, som fortfarande gick med gott resultat.
Aviator är en medlem i den europeiska alliansen för marktjänstbolag ground.net.